# Květen 2016

## Květen

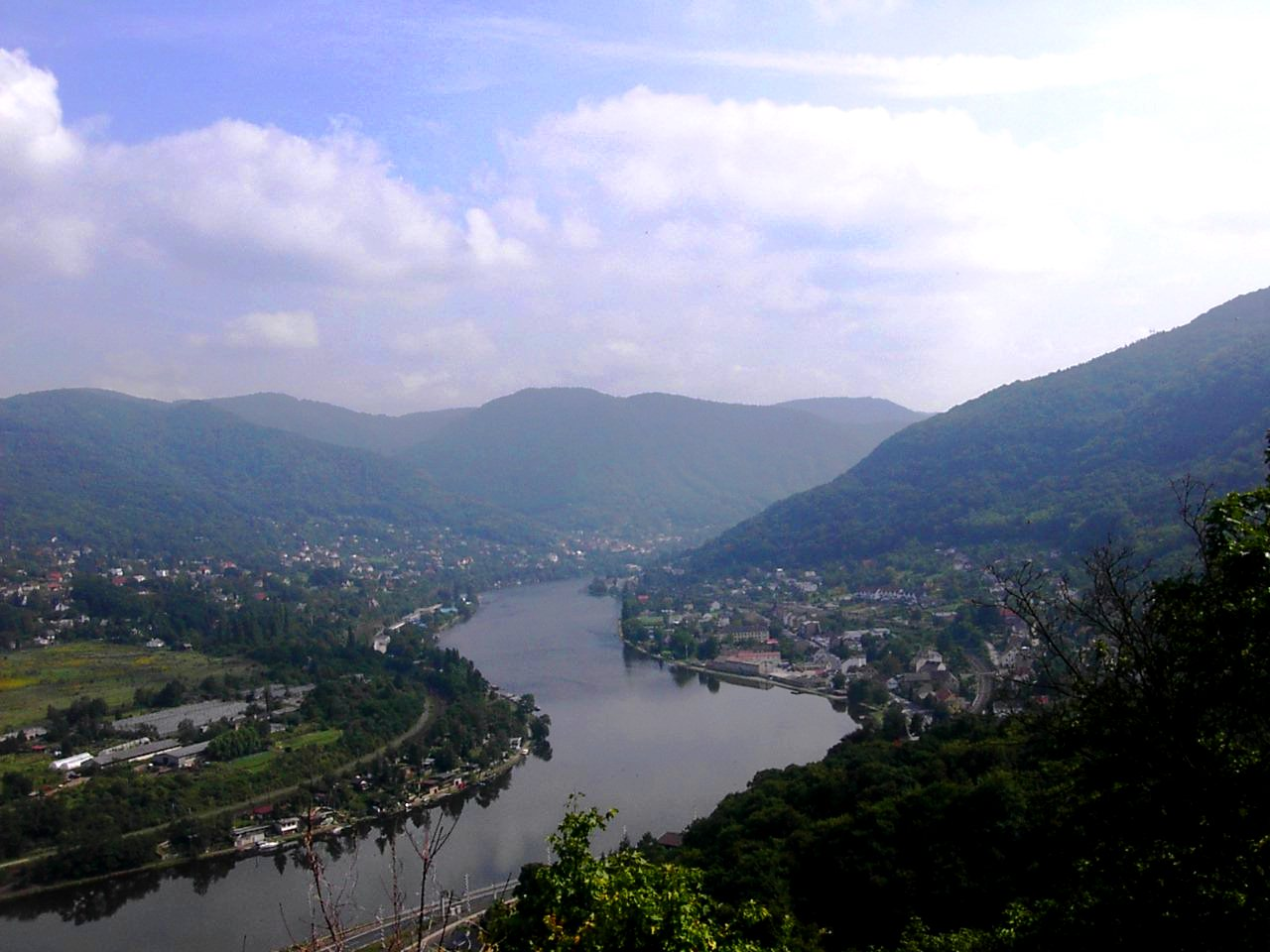
Porta Bohemica

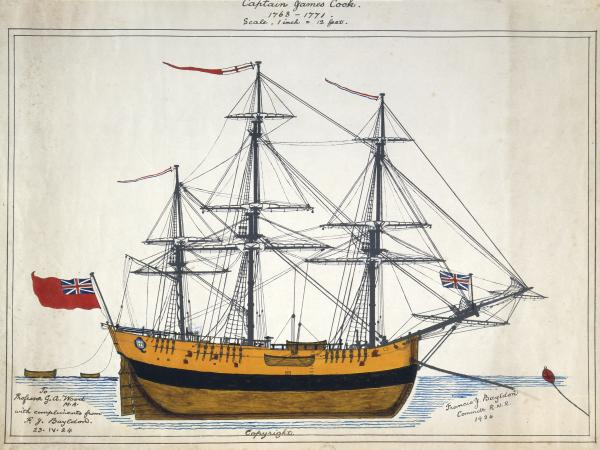
HMS Endeavour

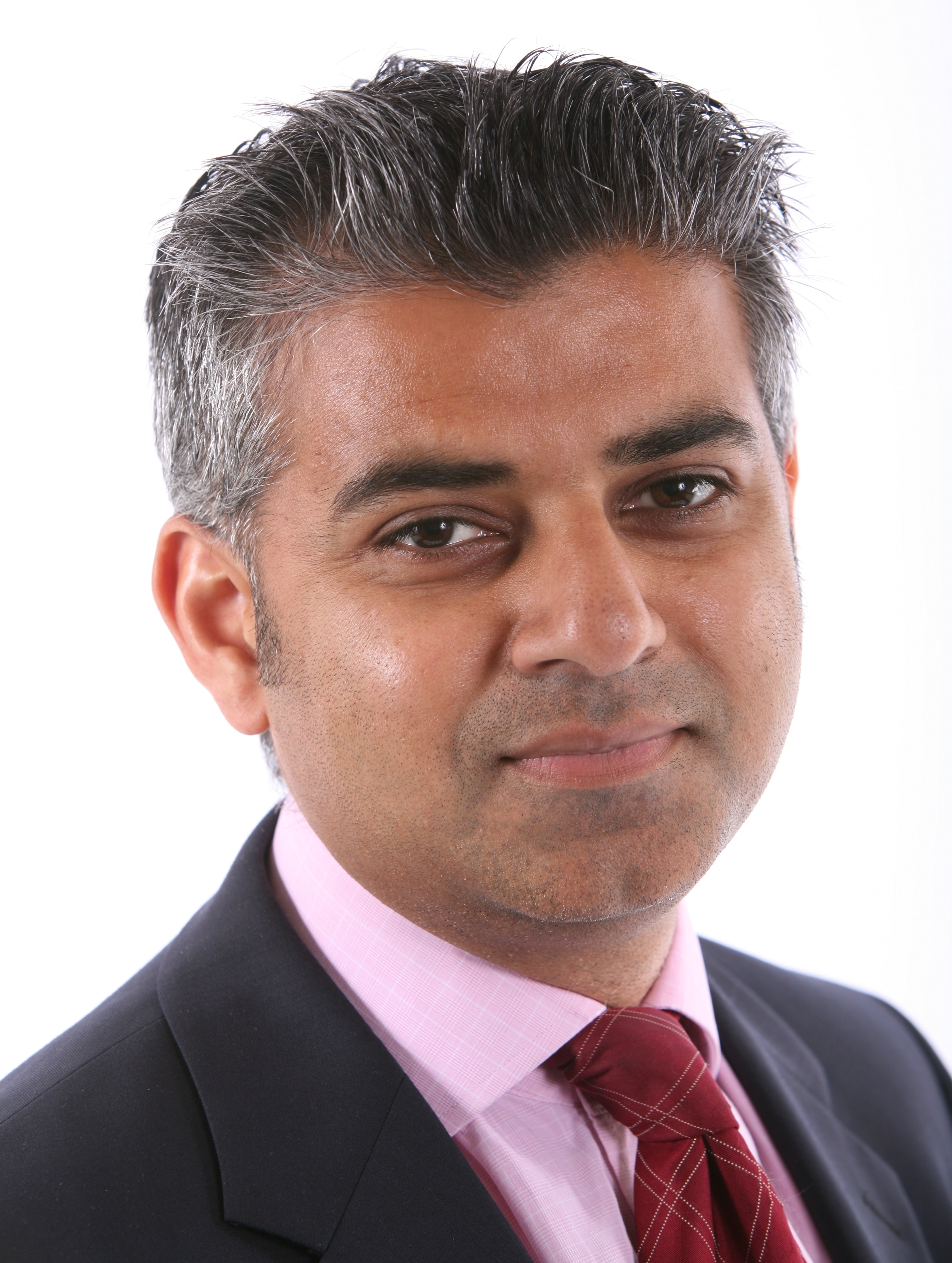
Sadiq Khan

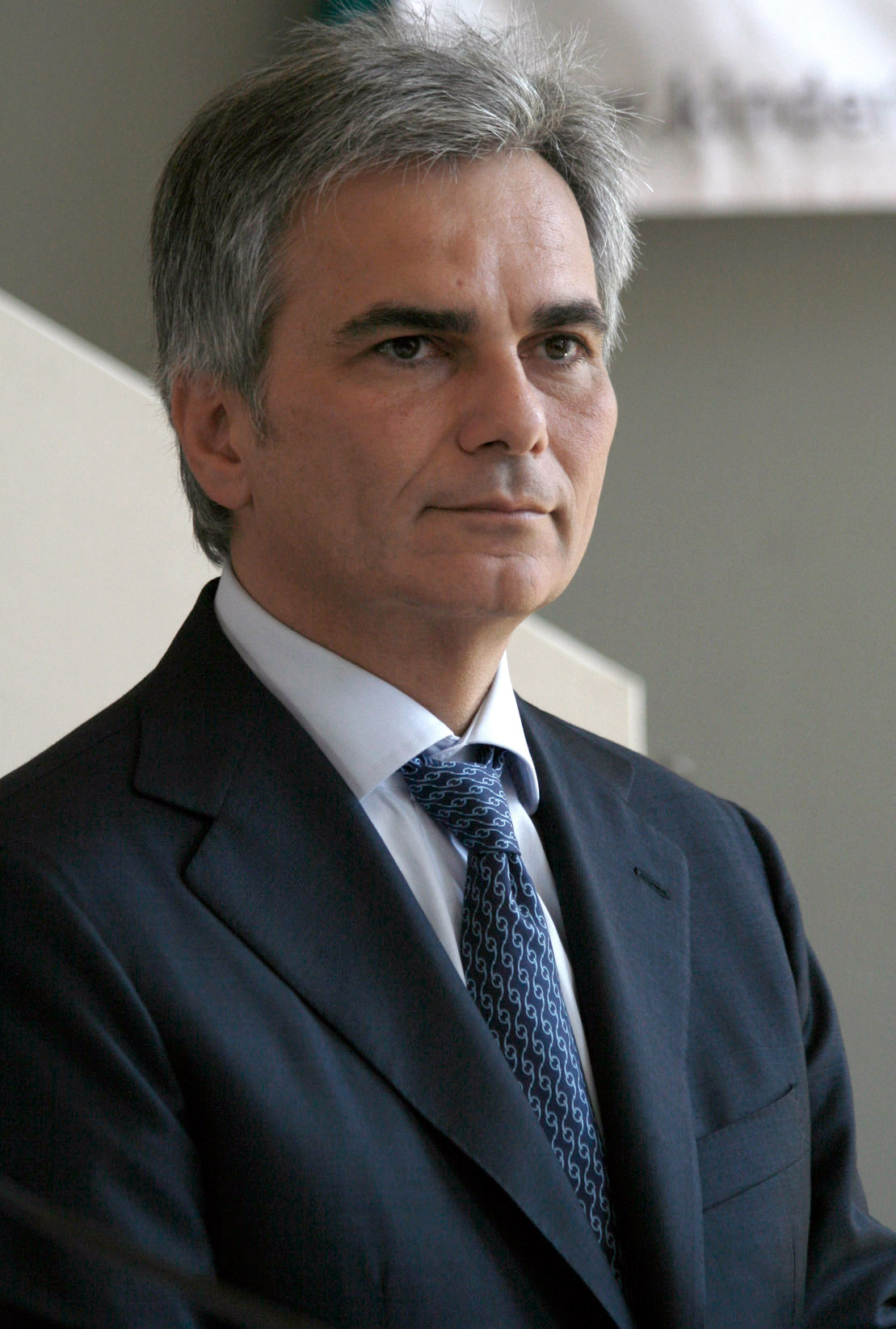
Werner Faymann

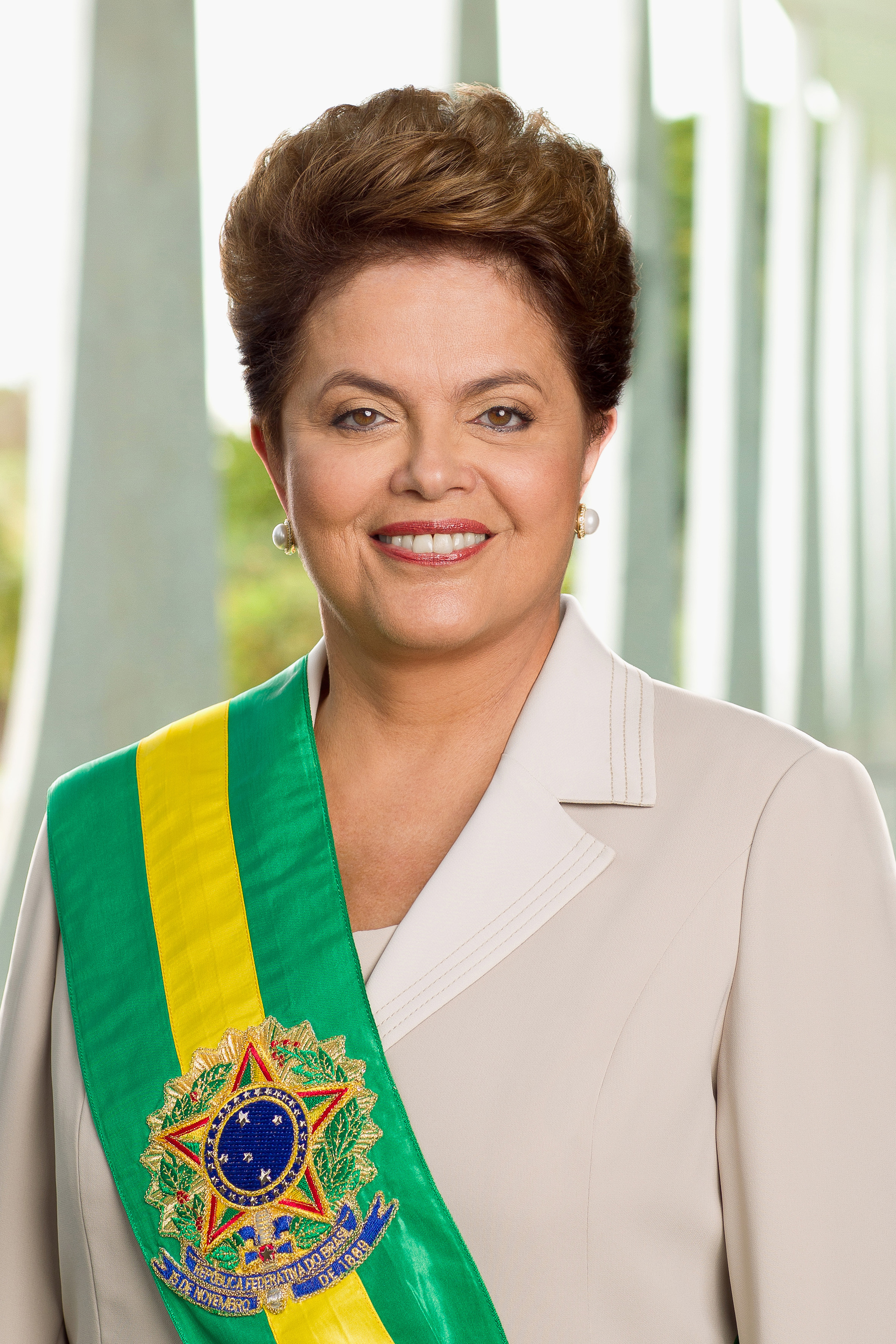
Dilma Rousseff

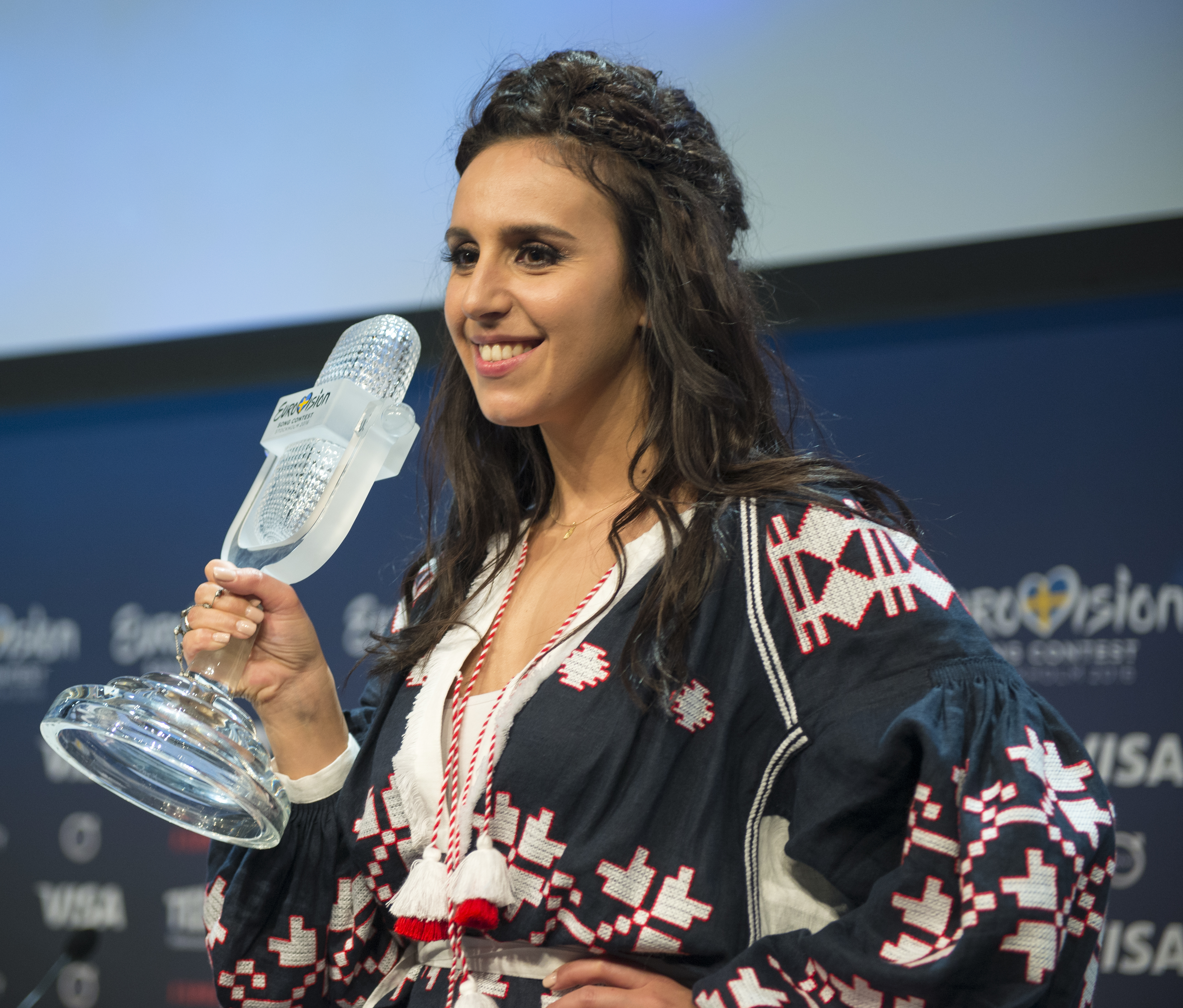
Džamala

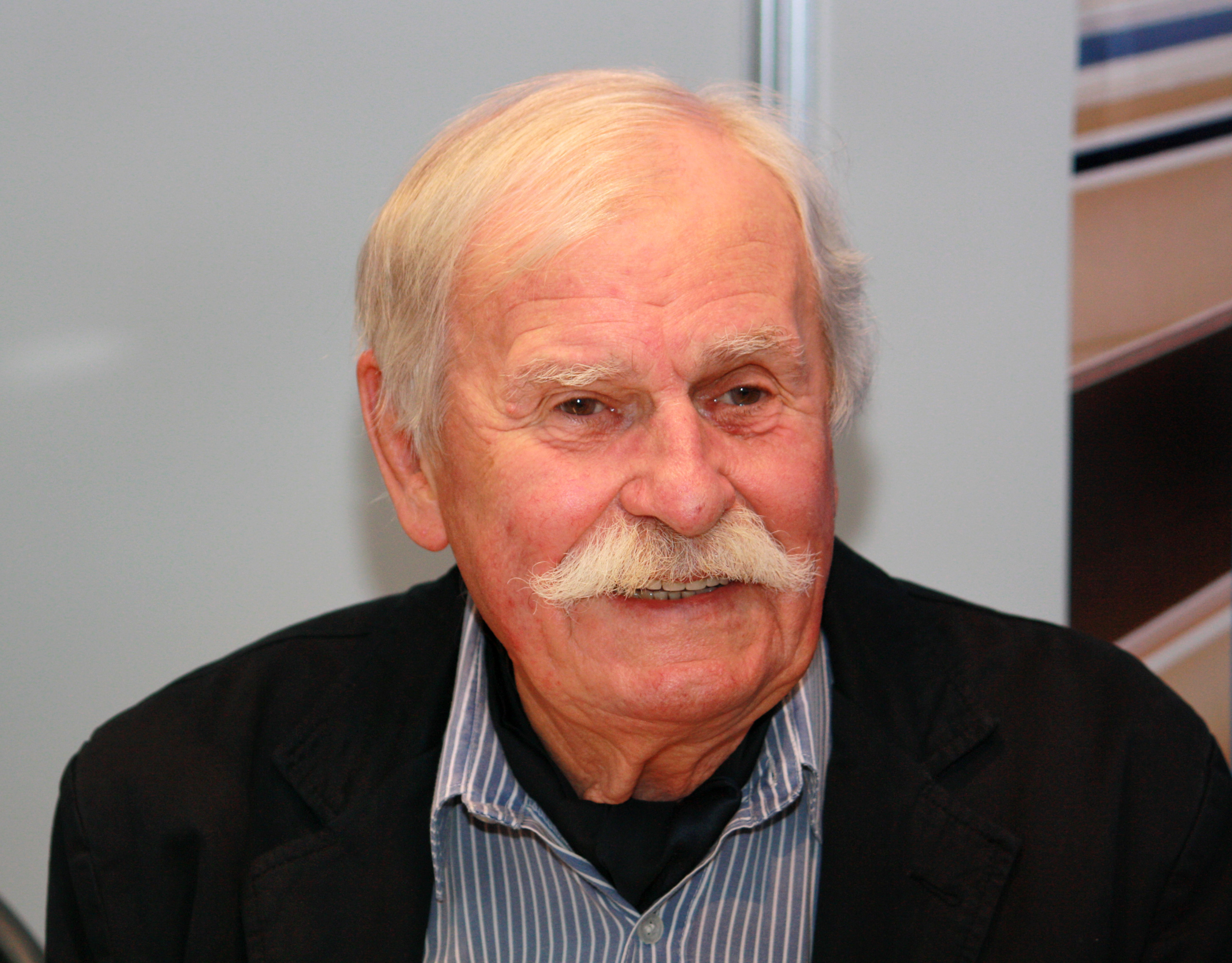
Adolf Born

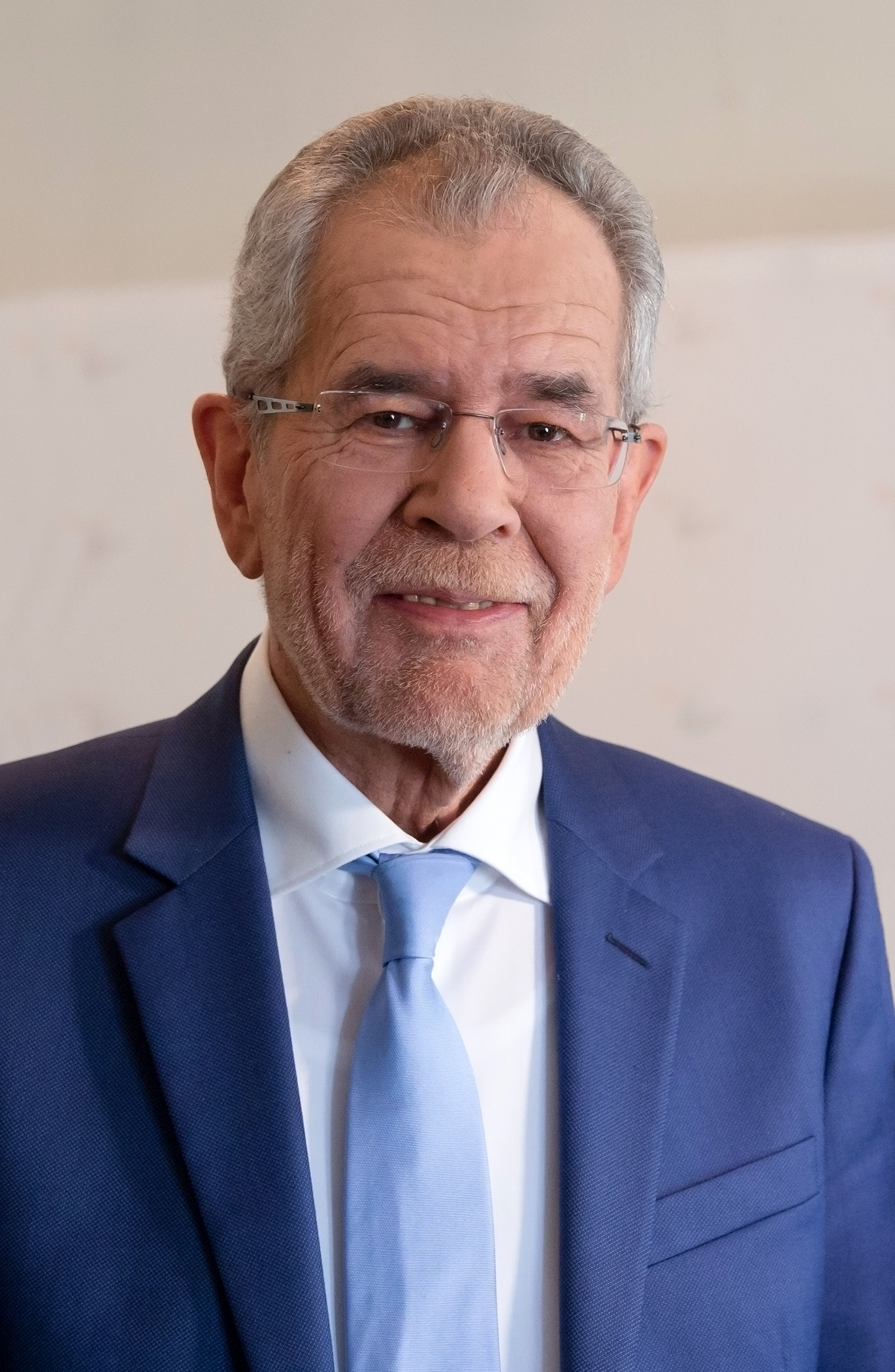
Alexander Van der Bellen

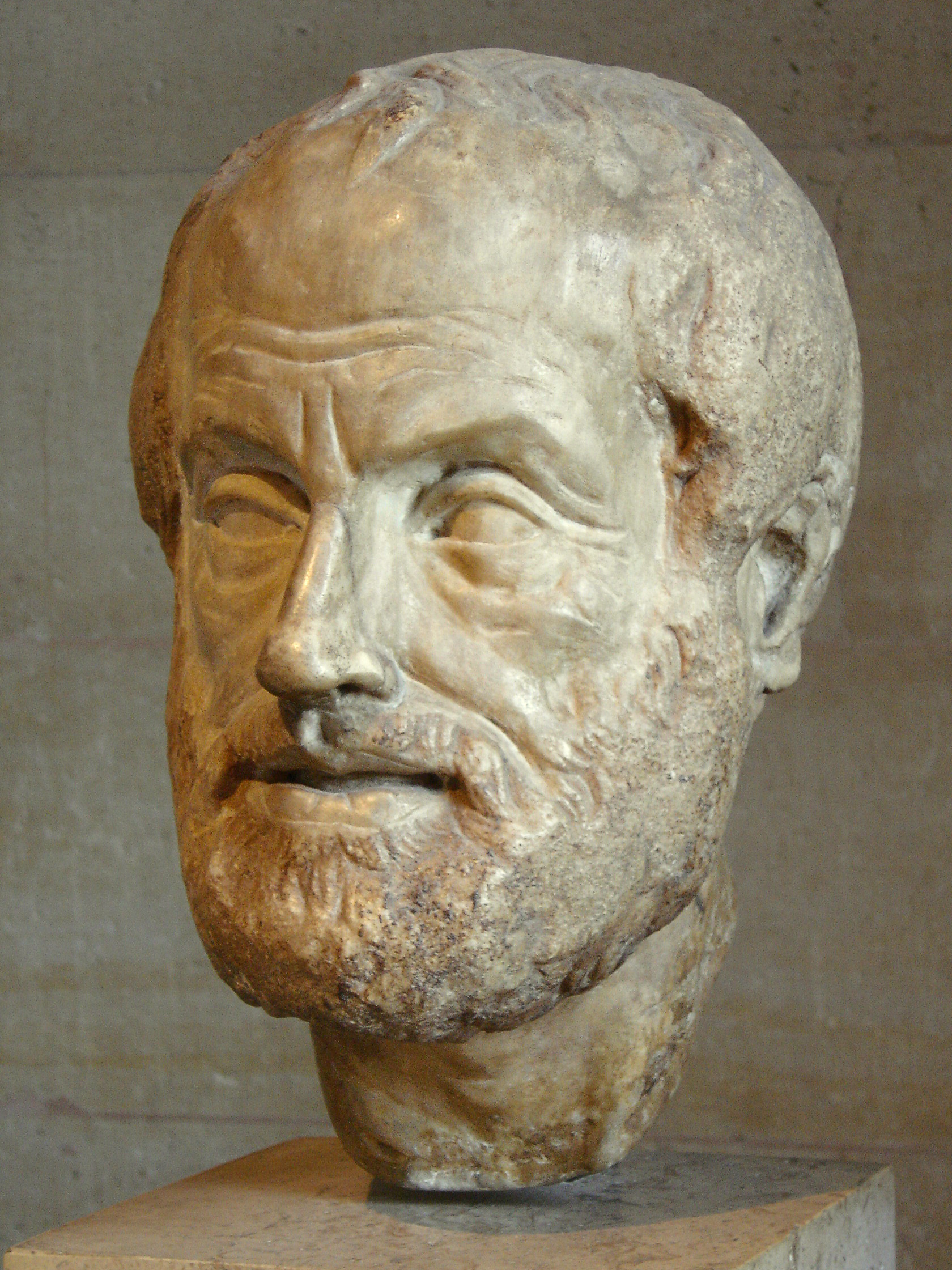
Aristoteles

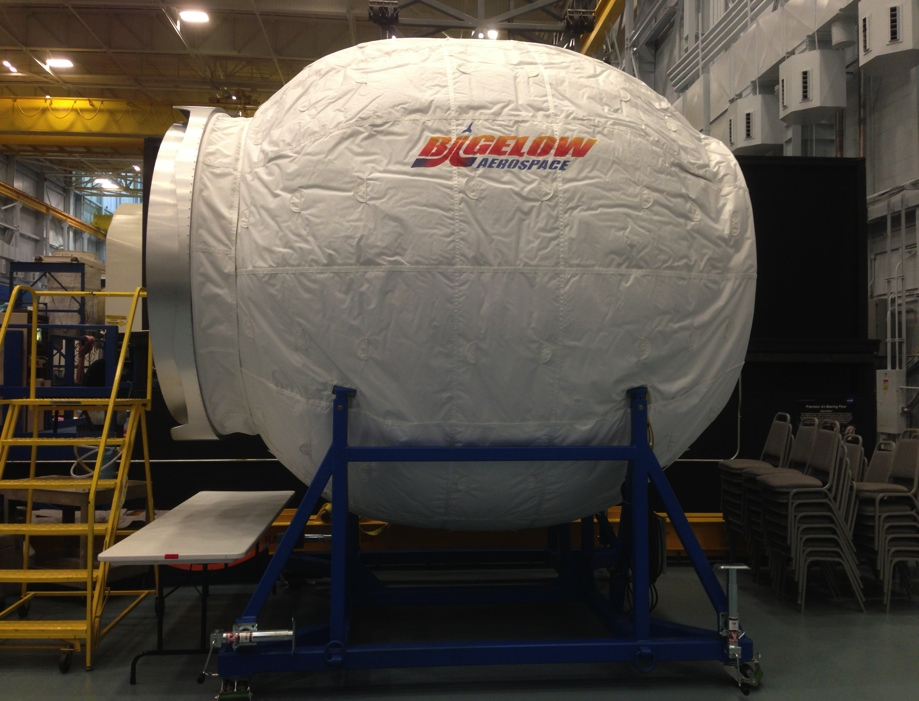
modul BEAM

2. května – pondělí
 Porta Bohemica (na obrázku) byla zařazena do soustavy chráněných území Natura 2000.
 Vláda České republiky schválila doplnění jednoslovného názvu Česko v cizích jazycích do databází OSN konkrétně jde o označení Czechia (ang.), Tchéquie (fr.), Chequia (šp.), Чехия (rus.) a jejich ekvivalenty v arabštině a čínštině.
 Státní zastupitelství obvinilo pět lidí z přípravy bombového útoku na vlak převážející vojenský materiál.
3. května – úterý
 Kosovo se stalo 55. členem UEFA, o které bylo rozhodnuto na valném shromáždění na kongresu UEFA v Budapešti.
 Američtí badatelé lokalizovali u pobřeží státu Rhode Island vrak lodi HMS Endeavour (na obrázku) na jejíž palubě britský mořeplavec James Cook objevil východní pobřeží Austrálie.
 Těžební společnost OKD podala návrh na insolvenci, z důvodu neschopnosti splácet své finanční závazky ve výši 17 miliard korun.
 Somálská žadatelka o azyl se upálila na protest proti podmínkám v internačním táboře na ostrově Nauru.
4. května – středa
 Evropská migrační krize: Evropská komise zveřejnila nový návrh kvót na přerozdělováni uprchlíků. Zástupci zemí V4 návrh jednotně odmítli.
 Evropská migrační krize: Asociace židovských uprchlíků, v Česku známá jako „Wintonovy děti“, požádala britskou vládu o přijetí 3 000 nezaopatřených, syrských dětí pobývajících na evropském území.
 Lesní požár zasáhl město Fort McMurray v provincii Alberta. Povinná evakuace se týká 80 000 lidí.
 Volby prezidenta USA 2016: Donald Trump zvítězil ve vnitrostranických volbách ve státě Indiana. Texaský senátor Ted Cruz a guvernér Ohia John Kasich ukončili svou prezidentskou kampaň.
5. května – čtvrtek
 Syrská občanská válka: Nejméně 28 lidí bylo zabito při náletu na uprchlický tábor poblíž syrsko-turecké hranice.
6. května – pátek
 Volby starosty Londýna vyhrál podle propočtů labourista muslimského vyznání Sadiq Khan (na obrázku).
 Enda Kenny ze strany Fine Gael byl opětovně jmenován irským taoiseachem. 
 Nejkrásnějším mužem planety se v thajském Čiang Mai stal Čech Tomáš Martinka.
 Kanadské letectvo zahájilo leteckou evakuaci tisíců lidí z města Fort McMurray a jeho okolí, poté co lesní požár odřízl jedinou únikovou pozemní cestu z oblasti.
 Severokorejská strana práce zahájila svůj první stranický sjezd od roku 1980 v severokorejském hlavním městě Pchjongjangu.
8. května – neděle
 Řecká policie v Athénách rozehnala slzným plynem demonstraci proti vládnímu návrhu změn v důchodovém a daňovém systému, který má uspořit zhruba 5,4 miliardy eur (146 miliard korun) ročně.
7. května – sobota
 Káhirský soud vynesl 6 rozsudků smrti nad údajnými spolupracovníky svrženého prezidenta Muhammada Mursího za špionáž pro Katar. Jsou mezi nimi i tři novináři, včetně jednoho Jordánce.
 Předseda Evropské komise Jean-Claude Juncker ostře varoval před rakouským plánem na uzavření Brennerském průsmyku na hranicích s Itálií ve snaze zabránit nekontrolovanému přívalu migrantů z Itálie dále do Evropy.
9. května – pondělí
 Brazilský parlament zrušil impeachment prezidentky Dilmy Rousseffové.
 Krajský soud v Ostravě rozhodl o úpadku těžební společnosti OKD.
 Rakouský spolkový kancléř Werner Faymann (na obrázku) rezignoval na všechny své funkce.
 Michel Platini rezignoval na funkci předsedy UEFA.
 Mimořádně rozsáhlý lesní požár zničil již nejméně pětinu města Fort McMurray v kanadské provincii Alberta. Evakuováno bylo doposud více než 100 000 lidí včetně pracovníků ropných firem.
10. května – úterý
 Předseda dolní sněmovny brazilského parlamentu odvolal zrušení impeachmentu prezidentky Dilmy Rousseffové.
 Rodrigo Duterte, bývalý starosta města Davao, byl zvolen novým prezidentem Filipín.
 Jeden člověk byl zabit a tři další pobodáni při pravděpodobně islamistickém útoku na nádraží v obci Grafing u Mnichova.
11. května – středa
 Matiur Rahmán Nizámí, vůdce bangladéšského islámského společenství, byl popraven za svůj podíl na genocidě a válečných zločinech během bangladéšské války za nezávislost v roce 1971.
 Nejméně 60 obětí si vyžádal teroristický útok samozvaného Islámského státu v bagdádské čtvrti Sadr City.
 Federální agentura ATF oznámila, že výbuch továrny na hnojiva v texaském městě West, při kterém v roce 2013 zahynulo 15 lidí, byl způsoben žhářem.
12. května – čtvrtek
 Íránská vláda letos nevyšle poutníky na pouť do Mekky. Z důvodů obav o jejich bezpečnost.
 Brazilský senát odsouhlasil odvolání prezidentky Dilmy Rousseffové (na obrázku).
 Black Lives Matter: George Zimmerman oznámil dražbu zbraně s níž v roce 2012 zabil neozbrojeného černocha Trayvona Martina.
13. května – pátek
 Gibraltar a Kosovo se stali novými členy FIFA.
 Reakce na násilí o silvestrovských osavách 2015: Spolkový sněm schválil zařazení Alžírska, Tuniska a Maroka na seznam bezpečných zemí.
14. května – sobota
 Senegalka Fatma Samourová byla jako první žena v historii jmenována generální tajemnicí FIFA.
15. května – neděle
 Vítězkou Eurovision Song Contest 2016 se stala ukrajinská zpěvačka Džamala (na obrázku) s písní „1944“.
 Britská policie provedla po nálezu atrapy bomby evakuaci stadionu Old Trafford při závěrečném zápasu Premier League mezi domácím Manchester United a AFC Bournemouth.
16. května – pondělí
 Občanská válka v Libyi: Světové mocnosti schválily dodávky zbraní pro libyjskou mezinárodně uznávanou vládu k boji proti samozvanému Islámskému státu a dalším opozičním skupinám.
17. května – úterý
 Senát Spojených států amerických schválil zákon umožňující americkým občanům žalovat vládu Saúdské Arábie za její podíl na útocích z 11. září 2001.
 Christian Kern, bývalý ředitel ÖBB, byl jmenován rakouským kancléřem.
 Kanadské úřady vyhlásily kvůli lesnímu požáru doporučenou evakuaci týkající se 12 000 těžařů ropných písků severně od města Fort McMurray v kanadské provincii Alberta.
 Nejméně 60 lidi bylo zabito při sérii koordinovaných pumových útoků v iráckém hlavním městě Bagdádu.
18. května – středa
 Skupina místní domobrany identifikovala u hranic s Kamerunem jednu z 218 dívek unesených v roce 2014 z internátní školy ve městě Chiboku v nigerijském státě Borno.
 Nejméně 40 mrtvých si vyžádaly sesuvy půdy způsobené rozsáhlými povodněmi na Srí Lance.
19. května – čtvrtek
 Černá Hora požádala o vstup do Severoatlantické aliance sedmnáct let po bombardování Jugoslávie silami NATO.
 Ve východním Středomoří zmizel Airbus A320 společnosti EgyptAir s 66 lidmi na palubě.
20. května – pátek
 Cchaj Jing-wen byla inaugurována prezidentkou Čínská republiky na Tchaj-wanu.
 Izraelský politik Moše Ja'alon rezignoval na svůj poslanecký mandát poté, co jej premiér Benjamin Netanjahu odvolal z funkce ministra obrany. Ja'alona by měl ve funkci ministra nahradit Avigdor Lieberman a ve funkci poslance Jehuda Glick.
 Na následky útoku ozbrojenců v Jižním Súdánu zemřela slovenská misionářka a lékařka Veronika Terézia Racková.
21. května – sobota
 Nejméně 21 lidí zemřelo, poté co cyklón Roanu zasáhl bangladéšské pobřeží. Půl milionu lidí bylo preventivně evakuováno.
 Výzkumníci z Floridské univerzity potvrdili přítomnost invazního druhu, lidožravých krokodýlů nilských, v Národním parku Everglades na Floridě.
 Papež František jmenoval pomocným biskupem brněnským a titulárním biskupem litomyšlským Pavla Konzbula.
22. května – neděle
 Mistrovství světa v ledním hokeji 2016: Kanaďané porazili ve finálovém zápase Finsko 2:0. Bronz získali Rusové.
 Válka proti Islámskému státu: Irácká armáda vyzvala veškeré civilisty z obležené Fallúdži, aby opustili město.
 Ve věku 85 let zemřel český malíř, kreslíř, ilustrátor, animátor, karikaturista a kostýmní výtvarník Adolf Born (na obrázku).
 Válka v Afghánistánu: Americké ministerstvo obrany oznámilo, že pravděpodobně zabilo Akhtara Muhammada Mansúra, velitele Tálibánu.
23. května – pondělí
 Neméně 120 lidí bylo zabito při sérii útoků samozvaného Islámského státu v alavitských městech Tartús a Džabla na západním pobřeží Sýrie.
 Rakouské prezidentské volby vyhrál nezávislý kandidát Alexander Van der Bellen (na obrázku), který těsně porazil kandidáta strany Svobodných Norberta Hofera.
 Americký prezident Barack Obama oznámil zrušení embarga na dovoz zbraní do Vietnamu.
24. května – úterý
 Válka proti Islámskému státu: Syrské demokratické síly zahájily ofenzivu s cílem dobýt Rakka, „hlavní město“ samozvaného Islámského státu.
 Evropská migrační krize: Řecké úřady zahájily evakuaci provizorního uprchlického tábora v Idomeni.
 Obcí Červená Hora na Náchodsku se prohnalo tornádo.
25. května – středa
 Rusko vydalo vězněnou ukrajinskou poslankyni Nadiju Savčenkovou zajatou v roce 2014 během bojové operace na Donbase. Dva členové ruských speciálních jednotek zajatí během ruské intervence na Ukrajině byli vydáni do Ruska.
27. května – pátek
 Zemřel bývalý fotbalový reprezentant František Jakubec, který údajně spáchal sebevraždu.
 Prezident Spojených států amerických Barack Obama, jako první úřadující prezident USA, uctil památku obětí atomového bombardování Hirošimy.
 Řečtí archeologové oznámili nález pravděpodobné hrobky starořeckého filosofa Aristotela (na obrázku).
 Turecký velvyslanec prohlásil, že výroky Kláry Samkové o islámu naplňují podmínky trestněprávní odpovědnosti.
28. května – sobota
 Bývalý argentinský vojenský diktátor Reynaldo Bignone byl odsouzen k 20 letům odnětí svobody za svůj podíl na více než stovce vražd spáchaných během Operace Cóndor.
 Americké ozbrojené síly v prefektuře Okinawa vyhlásily třicetidenní smutek poté, co policie zadržela amerického mariňáka podezřelého z vraždy japonské dívky.
 Ruský prezident Vladimir Putin pohrozil Polsku a Rumunsku v souvislosti s americkou protiraketovou obranou.
29. května – neděle
 Posádka Mezinárodní vesmírné stanice úspěšně otestovala nafukovací modul BEAM (na obrázku).
 Ošetřovatelé v zoologické zahradě v ohijském Cincinnati usmrtili samce kriticky ohrožené gorily nížinné Harambeho poté, co začal vláčet čtyřletého chlapce, který spadl do jeho výběhu.
30. května – pondělí
 Bývalý čadský prezident Hissen Habré byl senegalským zvláštním tribunálem odsouzen k doživotnímu trestu za zločiny proti lidskosti, které si v letech 1982 až 1990 vyžádaly až 40 tisíc obětí.
 Válka proti Islámskému státu: Český občan bojující v řadách kurdské pešmergy padl při sebevražedném útoku samozvaného Islámského státu.
31. května – úterý
 Ve věku 68 let zemřel Mohamed Abdelaziz, generální tajemník Fronty Polisario, usilující od roku 1973 o nezávislost Západní Sahary na Maroku.